# 磁気嵐

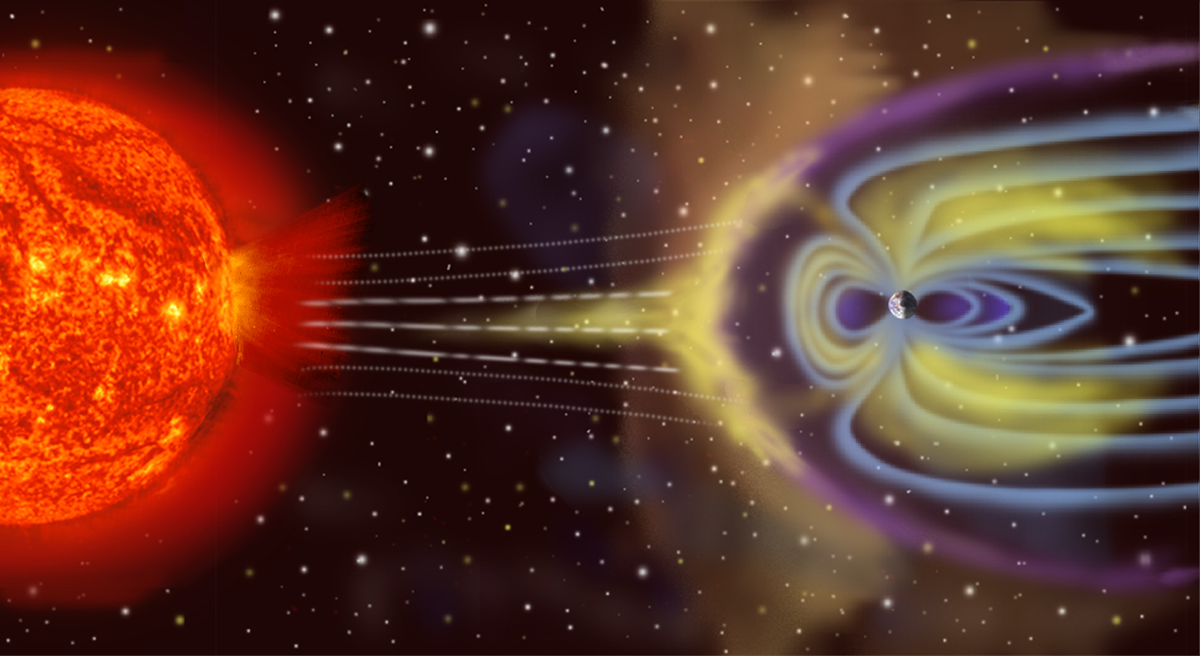
太陽風と地球磁気圏との相互作用を描いた図。

磁気嵐（じきあらし、英: Magnetic-storm）とは、地磁気が通常の状態から変化し、乱れが生じること。

## 概要
通常は中緯度・低緯度において全世界的に地磁気が減少する現象のことを指す。
典型的な磁気嵐では地磁気は数時間から1日程度の時間をかけて減少し、その後数日かけて徐々にもとの強さまで回復していくという過程をとる。このうち地磁気が減少し磁気嵐が発達する過程を主相、回復する過程を回復相と呼ぶ。磁気嵐にともなって変化する地上の磁場は通常時の1000分の1程度だが、大規模な磁気嵐のときは通常時の100分の1程度の変化が観測される場合もある。
このような地上の磁場の変化は、主にリングカレントの発達による効果と考えられている。磁気嵐が発達するのは南向きの磁場をもった太陽風が地球磁気圏に吹きつけているときであり、リングカレントの発達に太陽風中の磁場が重要な役割を果たしているものと考えられている。
大規模な磁気嵐の多くは太陽フレアに伴ってコロナ質量放出（CME）と呼ばれるプラズマの塊が太陽から放出され、それが強い南向き磁場をともなって地球磁気圏に吹きつけた場合に発生する。このような磁気嵐はフレア発生から1～数日後に観測され、太陽フレアが太陽黒点の活動と関係していることから太陽黒点数が多い太陽の活動が活発なときに発生しやすい。
また、太陽のコロナが希薄な領域から吹き出る高速の太陽風によって弱い磁気嵐が起きる場合もある。このような磁気嵐は、太陽活動が最も活発な時期から数年経過した頃によく観測される。

## 地上への影響
磁気嵐の主相時は激しいオーロラ嵐も一緒に発生する場合が多く、その場合、特に高緯度地域ではその効果による激しい磁場の変化も観測される。このような磁場変化は地上の送電線などに誘導電流を作るので、まれに高緯度地域の人々の生活にも影響を及ぼすこともある。例えば1989年3月13日、太陽フレアによる強い磁気嵐が起きた際には激しいオーロラ嵐による磁場の変動が原因となってカナダのケベック州にある発電所の送電システムが障害を起こし長時間の停電が発生した（1989年3月の磁気嵐#ケベック州大停電参照）。
その他、磁気嵐が発生すると人工衛星の電子精密機器の故障、無線通信の障害などの悪影響が出る場合がある。これらを未然に防ぐため近年、磁気嵐を予測する宇宙天気予報の研究が進められている。
1988年6月、フランスからイギリスへ向けて行われた国際伝書鳩レースは、たまたま強い磁気嵐が起きている日に行われてしまったので、放たれた5000羽の鳩のうち、2日後のレース終了までにゴールに到着したのはわずか5%程度という、まれに見る悲惨な結果になってしまった。鳩の体内には磁気コンパスがそなわっており（つまり磁場で方位を感じ取る能力があり）それを用いて旅をしているようだ、とは以前から言われていたが、この事件をきっかけに学者らにより鳩の帰巣能力と鳩の磁気コンパスとの関係を検証するいくつもの実験が行われ、鳩が磁気コンパスを用いていることが証明されることになった。 （cf.磁覚）

## 指標
複雑で空間的広がりを持つ地磁気の擾乱（変動）、磁気嵐の活動度を示す指数はいくつかあり、それぞれ性質が異なっている。

### K指数（Kp指数）
地磁気の値から算出するのがK指数やKp指数である。地球上の観測所における地磁気擾乱の振幅を、対数的に区分された28段階で表現するのがK指数。強度が小さい順に0,0+,1-,1,1+,...,8-,8,8+,9−,9と表現される。Kp指数はサブオーロラ帯（オーロラ帯のやや赤道側）に位置する13か所の観測所におけるK指数を基に算出される。なお、Kp指数のグラフは、その形が楽譜に似ていることから、考案者であるユリウス・バーテルスの名を冠して、"Bartels musical diagram"と呼ばれる。

### Dst指数など
ほぼ軸対称に分布する磁気圏内のリングカレント（環電流）の値から算出するものとして、Dst指数やSYM-H指数がある。Dst指数は比較的古くから用いられていることから、過去との比較に適している。

### AE指数
上記の他に、極域オーロラジェット電流（オーロラ内を流れる電流が特に強い「ジェット気流帯」）の値から算出するAE指数がある。

### NOAA宇宙天気スケール
アメリカ海洋大気庁 (NOAA)の宇宙天気予報センター (SWPC)が行っている宇宙天気予報の中には3種の「NOAA宇宙天気スケール」があり、磁気嵐の強度を表すのは「Gスケール」である。
| レベル  | イベントの呼称 | Kp指数の目安                   | 頻度の目安 （太陽活動周期=約11年 毎） |
| ------- | -------------- | ------------------------------ | ------------------------------------- |
| G5      | Extreme        | Kp = 9                         | 4回（4日間）位                        |
| G4      | Severe         | Kp = 8 Kp = 9-を含む場合もあり | 100回（60日間）位                     |
| G3      | Strong         | Kp = 7                         | 200回（130日間）位                    |
| G2      | Moderate       | Kp = 6                         | 600回（360日間）位                    |
| G1      | Minor          | Kp = 5                         | 1700回（900日間）位                   |
| G(None) | none           |                                |                                       |

| レベル | 電力系統/宇宙機の管制/その他のシステムへの影響 |
| ------ | --- |
| G5     | 広域で電力の電圧制御の問題や電力保護機器の問題が発生しうる。送電網の中には、制御範囲を超えた変動が起きたり、停電に陥るところが出る可能性がある。変圧器は損傷を受ける可能性がある。宇宙機では、広範囲に及ぶ表面帯電が生じ、位置制御、アップリンク/ダウンリンク、衛星追尾に問題が発生しうる。パイプラインでは数百アンペアに達する誘導電流が流れる。短波放送では多くの地域で1 - 2日間にわたって電波が伝搬しなくなる。衛星測位は数日にわたり精度が低下し、長波を用いた電波航法は数時間にわたり機能しなくなる。オーロラは、磁気緯度40度付近まで見える。 |
| G4     | 電力系統では広い範囲で電圧制御に問題が発生する可能性があり、一部の重要な機器では、保護システムの誤作動により電力供給が遮断される可能性がある。宇宙機では表面帯電が起こったり衛星追尾に問題が生じたりする可能性がある。パイプラインでは誘導電流が流れる。短波放送では電波の伝搬が散発的になる。衛星測位は数時間の間精度が低下し、長波を用いた電波航法は障害される。オーロラは、磁気緯度45度付近まで見える。 |
| G3     | 電力系統では電圧調整が必要な場合があり、一部の電力保護機器では警報の誤作動を起こす可能性がある。衛星機器では表面帯電が起こりうる。低軌道衛星では抗力が増加しうるため、軌道の補正が必要になる可能性がある。衛星測位や長波を用いた電波航法は間欠的に問題が起こる可能性がある。短波放送は途切れ途切れになる可能性がある。オーロラは、磁気緯度50度付近まで見える。 |
| G2     | 高緯度地域の電力系統では、電圧異常が起こりうるほか、長期に及ぶと変圧器がダメージを被りうる。地上管制されている宇宙機は、抗力が軌道予測に影響するため、軌道の補正が必要になる可能性がある。高緯度地域の短波放送では、電波の減衰が大きくなる可能性がある。オーロラは、磁気緯度55度付近まで見える。 |
| G1     | 電力系統の弱い変動が起こりうる。宇宙機の管制に僅かに影響する可能性がある。渡り・回遊をする生物はこのレベルでも影響を受ける。オーロラが見えるのは、通常のオーロラ帯（磁気緯度60 - 70度）。 |

### NICT宇宙天気予報
日本の情報通信研究機構 (NICT)の宇宙天気情報センター (SWC)が行っている宇宙天気予報の中にはフレア予報、地磁気予報、高エネルギー粒子（プロトン現象）の予報の3種があり、それぞれ15:00(JST, UTC+9)から24時間後までの予報を行っている。地磁気予報の解説は以下の通り。
| レベル                   | 説明                                      |
| ------------------------ | ----------------------------------------- |
| 非常に活発 (Major storm) | K指数 = 6の活動が起こると予想される。     |
| 活発 (Minor storm)       | K指数 = 5の活動が起こると予想される。     |
| やや活発 (Active)        | K指数 = 4の活動が起こると予想される。     |
| 静穏 (Quiet)             | K指数 = 4未満の活動が起こると予想される。 |

## 過去の主な磁気嵐

### Dst指数・aa指数
| 順位 | Dst最小値(nT) | 年月日         | 太陽活動周期 |
| ---- | ------------- | -------------- | ------------ |
| 1    | -589          | 1989年3月14日  | 22           |
| 2    | -429          | 1959年7月15日  | 19           |
| 3    | -427          | 1957年9月13日  | 19           |
| 4    | -426          | 1958年2月11日  | 19           |
| 5    | -422          | 2003年11月20日 | 23           |
| 6    | -412          | 2024年5月11日  | 25           |
| 7    | -387          | 1967年5月26日  | 20           |
| 7    | -387          | 2001年3月31日  | 23           |
| 9    | -383          | 2003年10月30日 | 23           |
| 10   | -374          | 2004年11月8日  | 23           |
| 11   | -354          | 1991年2月9日   | 22           |
| 12   | -350          | 2003年10月29日 | 23           |
| 13   | -339          | 1960年11月13日 | 19           |
| 14   | -330          | 1958年7月8日   | 19           |
| 15   | -327          | 1960年4月1日   | 19           |
| 16   | -325          | 1960年4月30日  | 19           |
| 17   | -325          | 1982年7月14日  | 21           |
| 18   | -324          | 1957年9月5日   | 19           |
| 19   | -311          | 1981年4月13日  | 21           |
| 20   | -307          | 1986年2月9日   | 21           |
| 21   | -303          | 1957年9月23日  | 19           |
| 22   | -302          | 1958年9月4日   | 19           |
| 23   | -301          | 2000年7月16日  | 23           |

※2024年5月11日の磁気嵐は速報値。
※1859年の太陽嵐では-800nTから-1750nTだったと推定されている。
| 順位 | aa最小値(nT) | 年月日         | 太陽活動周期 |
| ---- | ------------ | -------------- | ------------ |
| 1    | 715          | 1989年3月14日  | 22           |
| 1    | 715          | 1989年3月15日  | 22           |
| 1    | 715          | 2003年10月29日 | 23           |
| 4    | 698          | 1958年7月8日   | 19           |
| 4    | 698          | 1959年7月15日  | 19           |
| 4    | 698          | 1972年8月4日   | 20           |
| 7    | 680          | 1921年5月14日  | 15           |
| 7    | 680          | 1921年5月15日  | 15           |
| 9    | 658          | 1872年2月4日   | 11           |
| 9    | 658          | 1892年2月14日  | 13           |
| 9    | 658          | 1903年10月31日 | 14           |
| 9    | 658          | 1909年9月25日  | 14           |
| 13   | 656          | 1928年7月8日   | 16           |
| 13   | 656          | 1938年1月22日  | 17           |
| 13   | 656          | 1938年1月25日  | 17           |
| 13   | 656          | 1938年4月16日  | 17           |
| 13   | 656          | 1941年3月1日   | 17           |
| 13   | 656          | 1946年3月28日  | 18           |
| 13   | 656          | 1946年9月22日  | 18           |